# 玻利瓦爾 (密西西比州門羅縣)
玻利瓦爾（英語：Bolivar）是一座位於美國密西西比州門羅縣的鬼鎮。
玻利瓦爾從1831年起開始在密西西比州的地圖中呈現，並坐落於哈密爾頓與棉花金港之間的中途路上。
新希望原始浸信會即位於此地，並可能還存在一家商店。